# Aston Martin DB4
Aston Martin DB4 er en britisk luksusgrand tourer (GT), der blev fremstillet af Aston Martin fra 1958 til 1963.
Teknisk var DB4 en videreudvikling af DB Mark III, som den erstattede. Den havde en platform frem for et rørformet chassis med en ny motor designet af Tadek Marek. DB4'erens design dannede basis for senere Aston Martin-modeller som DB4 GT Zagato, og Lagonda Rapide 4-dørs sedan.